# هيرمان ليونارد
هيرمان ليونارد (بالإنجليزية: Herman Leonard)‏ هو صحفي ومصور أمريكي، ولد في 6 مارس 1923 في ألينتاون في الولايات المتحدة، وتوفي في 14 أغسطس 2010 في لوس أنجلوس في الولايات المتحدة.

## وصلات خارجية
- الموقع الرسمي
- هيرمان ليونارد على موقع IMDb (الإنجليزية)
- هيرمان ليونارد على موقع ميوزك برينز (الإنجليزية)
- هيرمان ليونارد على موقع ديسكوغز (الإنجليزية)